# Barrage du Diemelsee

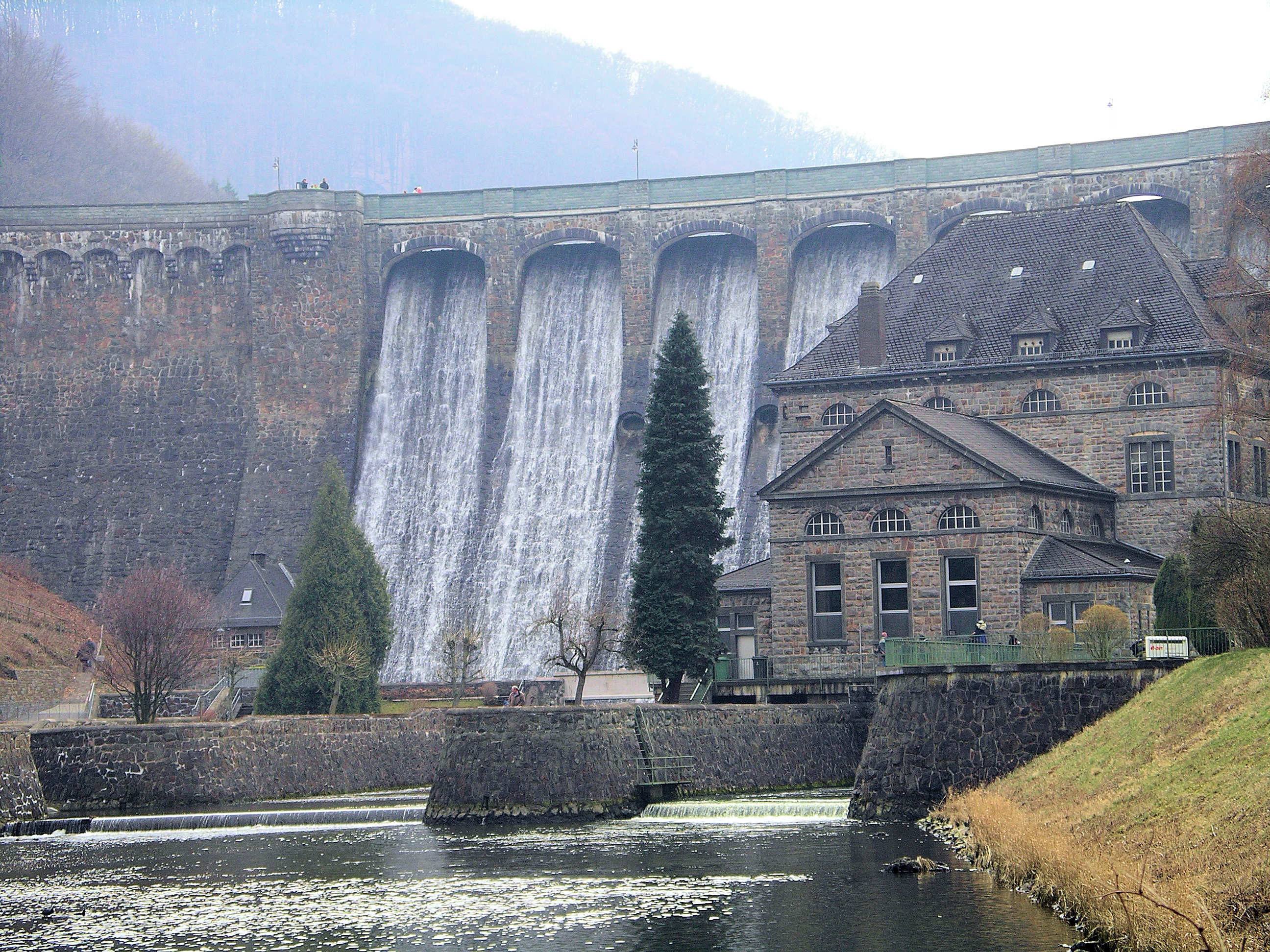
Panorama sur le barrage et l'usine hydroélectrique (vus du nord).

Le barrage de Diemelsee est un aménagement majeur de la vallée de la Diemel, dans l’arrondissement de Waldeck-Frankenberg en Hesse septentrionale et l’arrondissement du Haut-Sauerland en Westphalie (Allemagne). Il forme un lac de retenue d'une superficie de 1,65 km2 et d'une capacité d'environ 19 900 000 m3.
Ce barrage est propriété du service fédéral des voies navigables, et géré par le service de navigation de Hann. Münden. Avec le barrage de l'Edersee, c'est l'un des deux ouvrages hydrauliques écrêtant le débit de la Weser et de ses affluents.

## Topographie
Le lac de Diemelsee s'étend à quelques kilomètres au nord-est de l'Upland (de), au pied des contreforts nord-est des Rothaargebirge, massif du Nord-est du Massif schisteux rhénan. La plus grande partie du lac se trouve dans l’arrondissement de Waldeck-Frankenberg ; seule la pointe nord et le barrage proprement dit se trouvent dans l’arrondissement du Haut-Sauerland. Il appartient au parc naturel du Diemelsee, entre Willingen et Marsberg, situé dans la région de Gemeinde Diemelsee et la ville de Marsberg, sur la Diemel et son affluent l’Itter. Le barrage se trouve à 500 m au sud du village de Helminghausen (un faubourg sud-ouest de Marsberg). Le seul village riverain de la rivière à proximité est Heringhausen.
Le lac de Diemelsee se trouve au cœur d'un massif de moyenne montagne boisé, dont le point culminant est le Köpfchen (env. 610 m, à l'ouest du bras de l'Itter. Au sud-est, non loin du barrage, il y a l'Eisenberg (alt. 594,6 m) et au sud, à quelques kilomètres de là, le Koppen (715,1 m).

## Le lac de retenue
Le lac de retenue permet de contrôler le mouillage de la Weser canalisée et du Mittellandkanal et d'écrêter les crues de la Diemel ; il a aussi des fonctions annexes de production électrique et de plaisance.
Le lac de retenue a commencé à se remplir le 24 novembre 1923. En 2003, sa capacité, estimée jusque-là à 20 050 000 m3, a été vérifiée au laser-scan : elle a été rectifiée (à la retenue normale) à 19 900 000 m3 et sa capacité maximale a été établie pour 21 750 000 m3. À pleine retenue, la superficie du lac est de 1,65 km2. La profondeur maximale du lac est de 34 m, et ses berges ont un périmètre de 16 km. Le miroir d'eau est à 376,2 d'altitude et le débit de pointe de 113 m3/s. La superficie du bassin hydrographique du lac de retenue est 103 km2. Le fond du lac, juste à l'amont du barrage, se trouve à une altitude d'exactement 342 m.
Le lac est principalement alimenté par la Diemel, dont le débouché est accru des apports de la Hagenbicke venue du sud depuis le village de Stormbruch. Les apports secondaires viennent de l'Itter, dont le débouché est au hameau de Kotthausen. La frontière avec la Rhénanie-du-Nord-Westphalie se trouve un peu au nord de la confluence.
Le Diemelsteig est un chemin de randonnée qui permet de faire le tour du lac par l'Eisenberg et St. Muffert. L'Upland (de) est un lieu de promenade apprécié.

## L'ouvrage d'art

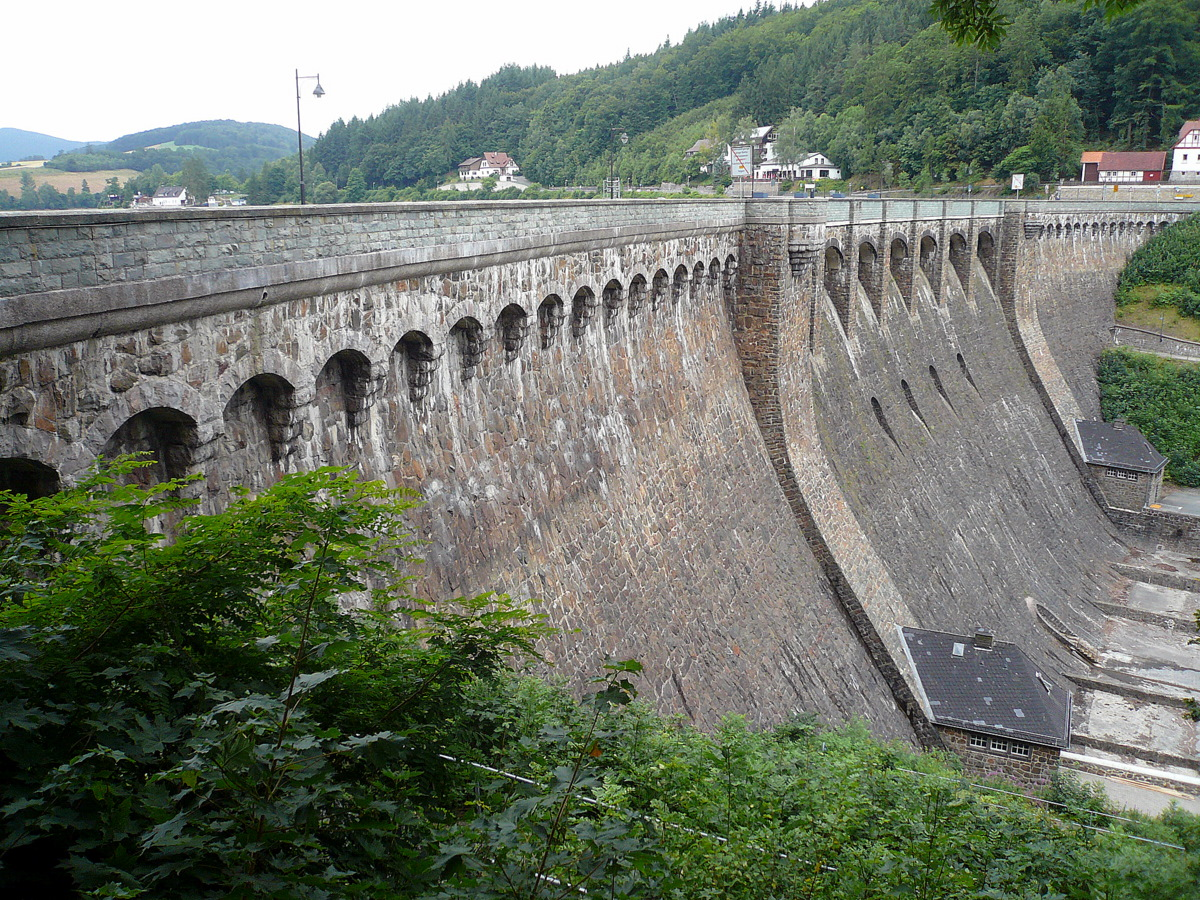
Vue aérienne du parement nord du barrage (direction ouest → est)

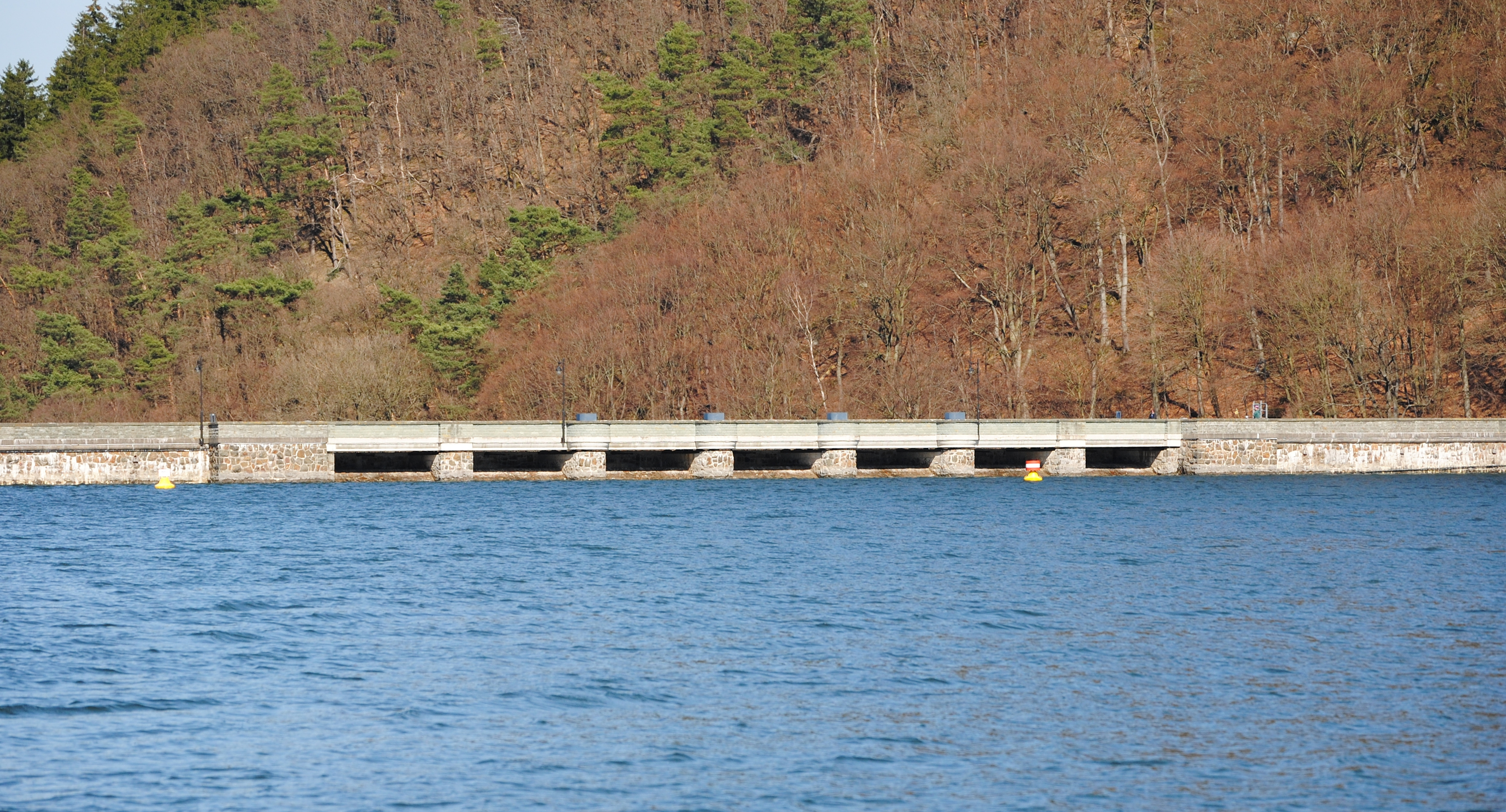
Le couronnement du barrage vu depuis l'amont et le lac de retenue.

### Caractéristiques techniques
Le barrage de la Diemel est un barrage-poids dont le profil est celui d'un solide d'égale résistance. C'est un massif maçonné d'un volume total de 72 000 m3, dont les pierres de diabase ont été extraites de la carrière voisine d’Eisenberg. La hauteur maximale du parement est de 36,2 m au-dessus du terrain naturel et de 42 m au-dessus du sol de fondation, qui n'entame le fond de vallée que de 5,80 m au maximum. Le couronnement du barrage est long de 194 m et épais de 7 m. La largeur à la base de l'ouvrage est de 31 m. L’altitude du couronnement du barrage est de 378,2 m.

### Construction et modernisation
Le chantier du barrage a connu deux phases : la première, de 1912 à 1914 puis, après un arrêt pendant la Première Guerre mondiale (1914–1918), la reprise de 1919 à 1923. Le barrage a été inauguré en 1924.
Dans les années 1990, le barrage a fait l'objet de travaux de réparation pour le mettre en conformité avec la norme DIN 19700 (« Barrages »). Ces travaux consistaient à injecter au mortier les massifs de fondation, à poser une instrumentation etc. Les travaux de confortement ont été achevés en 1998.
Le barrage a été inscrit comme monument de la liste des sites classés du Marsberg.

### La Seconde Guerre mondiale
Ce barrage a été à plusieurs reprises la cible d'attaques des Alliés au cours de la Seconde Guerre mondiale (1939–1945). Lors du bombardement nocturne du 16 au 17 mai 1943, la batterie de la Flak de Helminghausen a abattu trois bombardiers Lancaster britanniques. Le barrage resta indemne.
Dans les dernières semaines du conflit, les Waffen-SS étaient chargés de faire sauter cet ouvrage d'art, mais au début du mois d'avril les Américains occupaient déjà la région et les forces nazies refluaient en désordre. Avant la fin du mois, les Américains étaient relevés par des contingents belges puis en juin par des Britanniques.

## La centrale hydroélectrique de Helminghausen

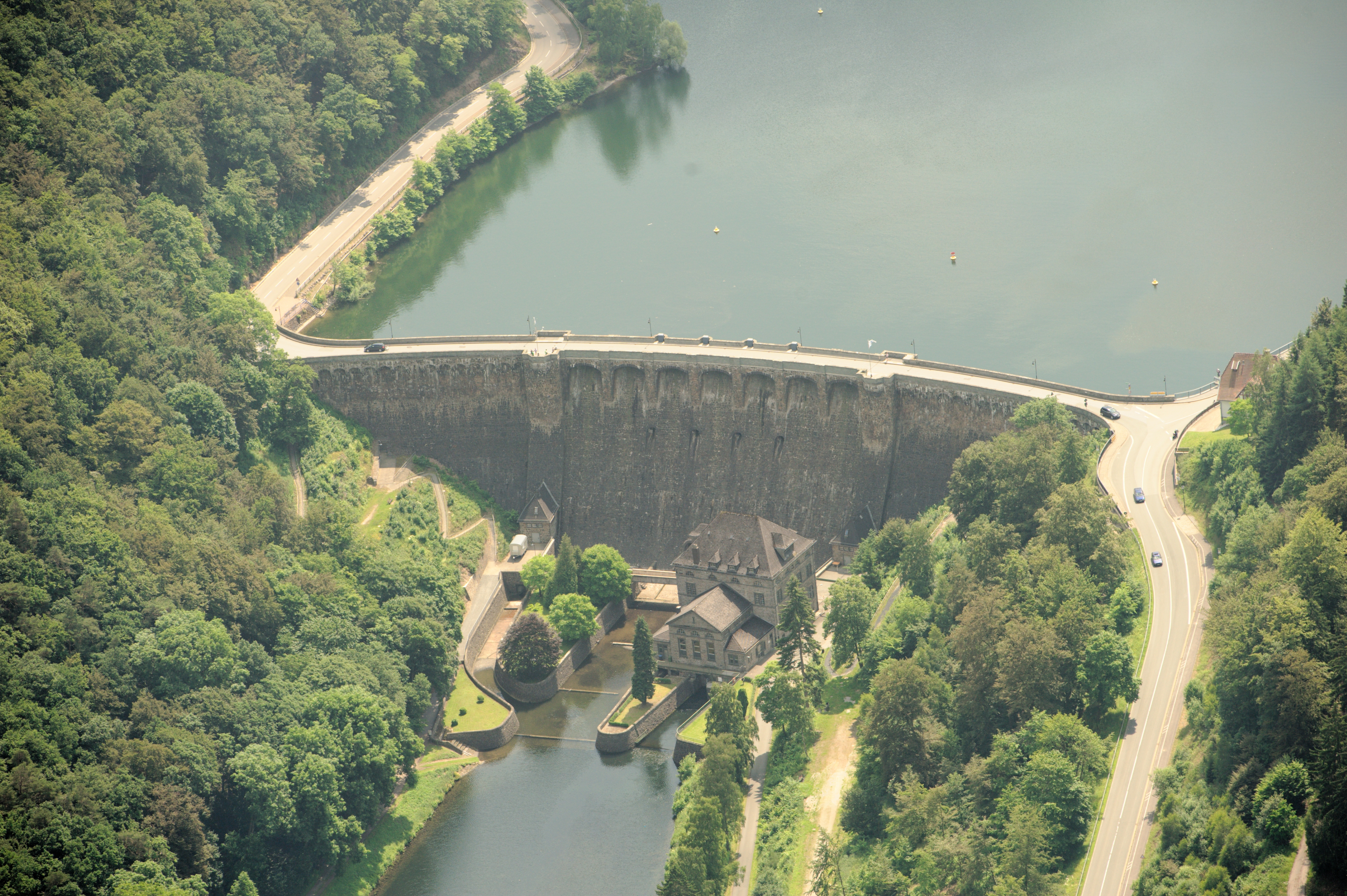
Photo aérienne de la centrale hydroélectrique de Helminghausen.

La centrale hydroélectrique de Helminghausen se trouve en contrebas du barrage. Elle exploite la chute d'eau de la Diemel grâce à deux turbines qui développent une puissance de 1,04 MW soit une production annuelle de 2,50 GWh de courant.

## L'évacuateur de crues

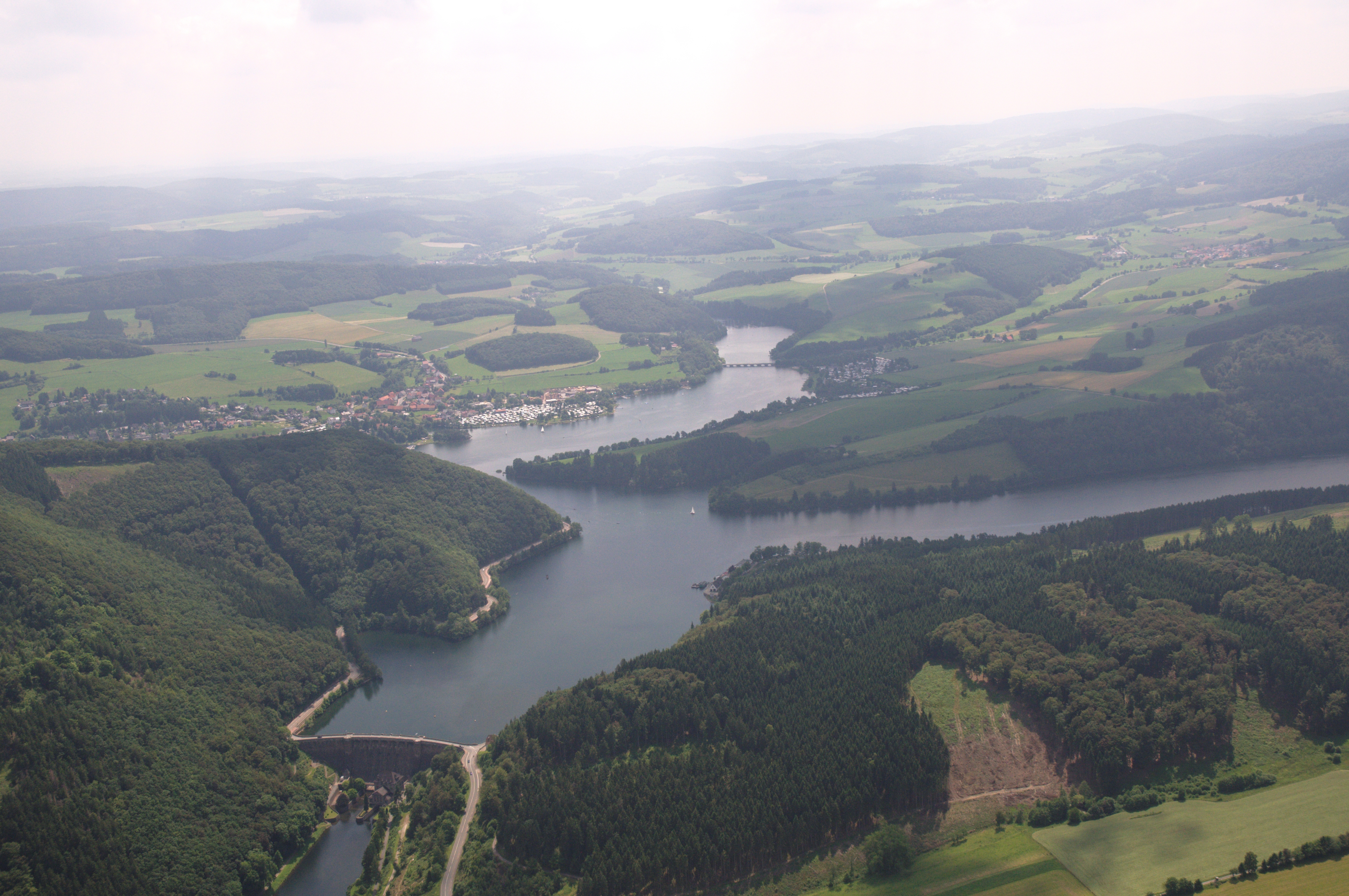
Parement du barrage avec le lac de retenue et Heringhausen en rive.

À l'aval immédiat du barrage et de la centrale s'étend un bassin de tranquillisation (alt. 341,4 m), d'une capacité de 65 000 m3 en régime normal. Cet évacuateur comporte un déversoir de 8 m avec un déflecteur dont le couronnement se trouve à la cote 343,2 m.